# Théorème des trois carrés
En mathématiques et plus précisément en arithmétique modulaire, le théorème des trois carrés s'énonce de la manière suivante :

 (1) Un entier naturel est somme de trois carrés d'entiers si (et seulement si) il n'est pas de la forme {\displaystyle 4^{i}(8k+7)} avec {\displaystyle i} et {\displaystyle k} entiers naturels.
Les premiers entiers naturels qui ne sont pas somme de trois carrés sont donc :
7, 15, 23, 28, 31, 39, 47, 55, 60, 63, 71 ... suite A004215 de l'OEIS.
Dit autrement, les racines carrées de ces nombres sont les longueurs interdites des diagonales d'un parallélépipède rectangle à côtés entiers.
Les premiers entiers naturels qui sont somme de trois carrés sont donc : 0, 1, 2, 3, 4, 5, 6, 8, 9, 10, 11, 12, 13, 14, 16, 17, 18, 19, 20, ... suite A000378 de l'OEIS

## Histoire
N. Beguelin découvre en 1774 que chaque entier positif qui n'est ni de la forme {\displaystyle 8n+7}, ni de la forme {\displaystyle 4n}, est somme de 3 carrés, sans pour autant fournir de preuve satisfaisante. Cette assertion est clairement équivalente à la partie "si" de l'assertion (1) ci-dessus, dont Adrien-Marie Legendre, en 1797 ou 1798, donne une preuve défectueuse. En 1801, Carl Friedrich Gauss donne la première preuve correcte et complète de ce théorème, en comptant même les solutions de l'écriture d'un entier en somme de trois carrés, ce qui généralise un autre résultat de Legendre, dont la preuve laissait également à désirer.
Avec le théorème des quatre carrés de Lagrange (conjecturé par Bachet), qui devient d'ailleurs un corollaire du théorème des trois carrés, et le théorème des deux carrés d'Euler (conjecturé par Girard et Fermat), le problème de Waring pour {\displaystyle k=2} est entièrement résolu.

## Démonstrations
Le sens « seulement si » de l'équivalence est simplement dû au fait que modulo 8, tout carré est congru à 0, 1 ou 4. Pour la réciproque, les trois outils principaux de la preuve, due à Johann Peter Gustav Lejeune Dirichlet en 1850, et devenue classique, sont
- la loi de réciprocité quadratique,
- le théorème de la progression arithmétique de Dirichlet et
- la classe d'équivalence de la forme quadratique ternaire {\displaystyle x_{1}^{2}+x_{2}^{2}+x_{3}^{2}}.

Cette réciproque peut également se déduire du théorème de Davenport-Cassels, qui permet même de montrer que dès qu'un entier est somme de trois carrés de rationnels, il est somme de trois carrés d'entiers.

## Sommes de trois carrés non nuls
Les premiers entiers naturels qui sont sommes de trois carrés non nuls sont : 3, 6, 9, 11, 12, 14, 17, 18, 19, 21, 22, 24, 26, 27, 29, 30,... : suite A000408 de l'OEIS.
Il a été démontré que les entiers naturels qui sont sommes de trois carrés mais qui ne sont pas somme de trois carrés non nuls sont les nombres de la forme {\displaystyle 4^{i}.k} où {\displaystyle i} est un entier naturel et {\displaystyle k\in \{0,1,2,5,10,13,25,37,58,85,130,?\}}, où ? désigne un entier inconnu qui s'il existe est {\displaystyle >5.10^{10}}.
Les premiers de ces entiers sont
{\displaystyle 0,1,2,4,5,8=4\cdot 2,10,13,16=4^{2},20=4\cdot 5,25,32=4^{2}\cdot 2,37,40=4\cdot 10,52=4\cdot 13,58,64=4^{3},80=4^{2}\cdot 5,85,100=4\cdot 25} (suite A000549 de l'OEIS).